# Claude Boujon
Claude Boujon (né le 28 juillet 1930 à Paris, décédé le 13 septembre 1995), est un auteur et illustrateur de littérature de jeunesse français.

## Biographie
Né à Paris le 28 juillet 1930, Claude Boujon entama sa carrière en tant que photograveur. Il rejoignit en 1954 l'équipe du magazine Vaillant , qui devint ensuite Pif Gadget. Il en fut directeur jusqu'en 1972. 
Il se consacra alors pendant plusieurs années à l'illustration et la création artistique (peinture, sculpture...) fortement marquées par l’esthétique du Groupe Cobra. Il participa à des expositions à la galerie L'Œil de bœuf de Cérès Franco et à la galerie Philippe Freignac.
À partir de 1984, il entama la réalisation d'albums pour enfants, publiés par l'École des Loisirs dans la collection Lutin poche.
Décédé le 13 septembre 1995 d'une rupture d'anévrisme, il est inhumé dans le cimetière parisien de Bagneux.
Il reçut le Prix Bernard Versele à titre posthume en 2003.

## Œuvres
- L'apprenti loup - L'École des loisirs, 1984. - (Lutin poche)
- Le lapin loucheur - L'École des loisirs, 1984. - (Lutin poche)
- La fée au long nez - L'École des loisirs, 1985. - (Lutin poche)
- Bon appétit ! Monsieur Lapin - L'École des loisirs, 1985. - (Lutin poche)
- Le crapaud perché - L'École des loisirs, 1986. - (Lutin poche)
- Le nez de Véronique - texte de Gérard Pussey - L'École des loisirs, 1986
- Un bon petit ogre - L'École des loisirs, 1987. - (Lutin poche)
- Les escargots n'ont pas d'histoires - L'École des loisirs, 1987
- La queue cassée - L'École des loisirs, 1987
- Une carotte peu ordinaire - L'École des loisirs, 1988
- Tignasse - L'École des loisirs, 1988
- La brouille - L'École des loisirs, 1989. - (Lutin poche)
- Je mangerais bien une souris ! - L'École des loisirs, 1989. - (Lutin poche)
- Musique - L'École des loisirs, 1990. - (Lutin poche)
- Un beau livre - L'École des loisirs, 1990
- Toutou dit tout - L'École des loisirs, 1991. - (Lutin poche)
- Troc - L'École des loisirs, 1991. - (Lutin poche)
- Le Noël du Père Noël - texte de Gérard Pussey - L'École des loisirs, 1991
- Mangetout et Maigrelet - L'École des loisirs, 1992
- On a volé Jeannot Lapin - L'École des loisirs, 1992. - (Lutin poche)
- L'Intrus - L'École des loisirs, 1993
- Pauvre Verdurette - L'École des loisirs, 1993
- Ah ! les bonnes soupes - L'École des loisirs, 1994. - (Lutin poche)
- Cousin Ratinet - L'École des loisirs, 1994
- Et toc ! - L'École des loisirs, 1995
- Verdurette cherche un abri - L'École des loisirs, 1995
- Bon appétit Monsieur Renard - L'École des loisirs, 1996
- La chaise bleue - L'École des loisirs, 1996
- Dents d’acier - L'École des loisirs, 1997
- Petites bestioles - L'École des loisirs, 1998
- Verdurette et compagnie - L'École des loisirs, 2000